# Сухоруков Аркадій Ісмаїлович
Сухоруков Аркадій Ісмаїлович — відомий фахівець і вчений з проблем інвестиційно-інноваційної діяльності та економічної безпеки держави, доктор економічних наук, професор, заслужений економіст України, дійсний член Академії будівництва України, кавалер ордену «За заслуги» III ступеня
Alma mater: КазХТИ – нині Південно-Казахстанський ун-т ім. М. Ауезова, будівельний факультет, промислове та цивільне будівництво (1963-1968), Київський інститут народного господарства – нині КНЕУ ім. В. Гетьмана, обліково-економічний факультет, бухгалтерський облік у промисловості (1970-1975)
Науковий керівник: Бершеда Е. Р., чл.-кор. Національної Академії наук України

## Біографія
Народився 25 березня 1947 року в м. Кизилорда, Республіка Казахстан.
Батько — Сухоруков Ісмаїл Хасанович, 1913–1985, педагог.
Мати — Сухорукова Анна Лазарівна, 1912–1986, медробітник.
В 1984 році захистив кандидатську дисертацію на тему: «Організація технологічної комплектації потокового житлово-цивільного будівництва на основі безперервного планування» за спеціальністю «Технологія та організація будівництва».
У 1989 році присвоєне учене звання старшого наукового співробітника за спеціальністю «Організація виробництва (будівництво)».
В 1996 році на основі прилюдного захисту докторської дисертації на тему: «Регіональні проблеми формування та реалізації інноваційної політики у будівництві» за спеціальністю «Розміщення продуктивних сил» присуджено ступінь доктора економічних наук.
З 2002 року — доцент кафедри державних фінансів.
З 2003 року — професор кафедри державних фінансів.
У 2003 році обраний дійсним членом Академії будівництва України.
У 2004 році присуджено звання: Заслужений економіст України.
У 2006 році присвоєно звання почесного професора Південно-Казахстанського університету

## Сім'я
Одружений.
Дружина — Сухорукова Валентина Іванівна нар. у 1945 р., Інженер АТ «Укргазпроект»
Дочка — Сухорукова Ольга Аркадіївна нар. у 1975 р., Доцент КПІ.

## Професійна діяльність
Працюючі у будівництві, пройшов шлях від тесляра у тресті Шимкентпромбуд з 1963 р. до начальника управління у Головкиївміськбуді в 1977 р. За час роботи у Науково-дослідному інституті будівельного виробництва Держбуду України (1977–1992) здійснював НДДКР з автоматизованого планування та диспетчерського управління інженерною комплектацією будівництва, економічного обґрунтування систем будівництва житла підвищеної комфортності, оцінки техніко-економічного рівня та прогнозування розвитку будівельного комплексу України. Працюючі в Раді по вивченню продуктивних сил України НАН України (1993–1997), обґрунтував економіко-математичну модель оптимального розміщення капітальних інвестицій в регіонах України, яку впроваджено при розробці регіональних програм соціально-економічного розвитку.
Починаючи з 1997 р., здійснював науково-аналітичний супровід діяльності РНБО України, інших президентських та урядових структур, зробив суттєвий внесок у розвиток економічної науки і практики, зокрема у наукове обґрунтування структурних та інституційних реформ в Україні. З 1997 по 2010 рік працював завідувачем відділу економічної безпеки в Національному інституті проблем міжнародної безпеки при РНБО України. З 2010 по 2014 рік працював в Інституті стратегічних досліджень при Президентові України на посаді радника та головного наукового співробітника.
З 2014 по 2016 рік працював професором кафедри менеджменту у Відкритому міжнародному університеті розвитку людини "Україна" (м. Київ). З 2016 року - професором Національного технічного університету України "Київський політехнічний інститут им. Ігоря Сікорського". Читав лекції в університетах та наукових закладах Великої Британії (м. Глазго), Угорщини (м. Будапешт), Польщі (м. Варшава, м. Торунь), Казахстану (м. Шимкент), Китайської Народної Республіки (м. Ченду). Наразі долучається до наукового керівництва здобувачами наукового ступеня, в тому числі - іноземними здобувачами.
Інформація про внесок Сухорукова А.І. у розвиток економічної науки України подана у статті: Сухоруков Аркадій Ісмаїлович / Я. А. Жаліло // Енциклопедія Сучасної України [Електронний ресурс] / редкол. : І. М. Дзюба, А. І. Жуковський, М. Г. Железняк [та ін.] ; НАН України, НТШ. – Київ: Інститут енциклопедичних досліджень НАН України, 2025. – Режим доступу: https://esu.com.ua/article-889113.
У 2004 р. Сухоруков А.І. очолив першу в Україні спеціалізовану вчену раду за спеціальністю «Економічна безпека держави», заснував наукову школу з проблем економічної безпеки держави, особисто підготував 16 кандидатів і докторів наук.
Сухоруков А.І. є членом редколегій журналу "Building Engineering" видавничої групи "Academic Publishing" - Сінгапур (https://ojs.acad-pub.com/index.php/BE/index), журналів «Глобальні та національні проблеми економіки» та "American Journal of Physics and Applications (Science Publishing Group, USA)".
Опублікував 374 наукові праці, у тому числі 1 винахід, понад 40 монографій, підручників та навчальних посібників (особисто та у співавторстві), понад 20 державних та відомчих норм і методичних рекомендацій.
Основні наукові інтереси: економічна теорія, теорія інвестицій та інновацій, економічна безпека держави, міжнародна та регіональна економіка, стратегічний менеджмент.
Основні навчальні курси:
- Інвестиційна діяльність.
- Стратегічний менеджмент.
- Економічна безпека.
- Міжнародна та регіональна економіка.
- Зовнішньоекономічна діяльність підприємств.[1]

Особисті наукові досягнення:
1. Методологія безперервного планування інженерної комплектації будівництва на основі багатоваріантних моделей послідовності руху бригад, гармонізації виробничих і логістичних потоків, надійної реалізації принципів «just in time» та «монтажу конструкцій без проміжного складування".
2. Теоретичне обґрунтування напрямів інноваційної модернізації діяльності будівельного комплексу України.
3. Методологія оптимального розміщення капітальних інвестицій і формування територіальних кластерів з врахуванням ресурсного та інноваційного потенціалу регіонів (методологія заснована на використанні лінійного програмування з матричним аргументом і впроваджена в Україні при розробці регіональних програм соціально-економічного розвитку).
4. Теоретичне пояснення феномену деформації траекторій соціально-економічних циклів в різних країнах внаслідок транскордонного перенесення кризових явищ; обґрунтування антикризової політики країн, що є адекватною вимогам забезпечення їхнього сталого розвитку та економічної безпеки.
Представники наукової школи та теми їхніх дисертацій:
Собкевич О.В. Забезпечення економічної безпеки держави в процесі реалізації інноваційної політики у промисловості України.
Мошенський С.З. Теоретико-методологічні засади забезпечення інвестиційної безпеки України шляхом розвитку інституційного інвестування.
Сухін Є. І. Нетрадиційна енергетика як фактор економічної безпеки держави.
Онофрійчук П.В. Підвищення рівня воєнно-економічної безпеки держави на основі логістичного підходу до матеріально-технічного забезпечення ЗСУ.
Наукові здобутки Сухорукова А.І. знайшли визнання за межами України, окремі його праці опубліковані у виданнях Великої Британії, Німеччини, Польщі, КНР,  Сингапуру, Казахстану та інших країн світу. За внесок у розвиток науки і творчих зв'язків України та Казахстану у 2006 р. йому присвоєно звання почесного професора Південно-Казахстанського університету.

## Нагороди
Медаль «У пам'ять 1500-річчя Києва» (1982 р.)
Медаль «Ветеран праці» (1989 р.)
Почесне звання «Заслужений економіст України» (2004 р.)
Золотий знак УСПП за значний внесок у захист інтересів вітчизняного товаровиробника (2004 р.)
Відзнака Міністерства оборони України «Знак пошани» (2008 р.)
Нагрудний знак «Почесна відзнака Апарату Ради національної безпеки і оборони України» І ступеня (2010 р.)
Орден «За заслуги» III ступеня (2011 р.)

## Основні наукові праці
Innovation model in construction. -  London, Glasgo, U.K., E&FN Spon Chapman &Hall, 1996.- p. 10-18, /Suchorukov A.I.
Організація матеріальних потоків. - К.: Акад. держ. податкової служби України, 2000, 105 с.
Управління інноваціями. - Київ: «Видавничий дім Комп'ютерпрес», 2003, 207 с.
Трансфер економічних криз як причина недосконалих циклів // Стратегічна панорама. — № 2. — 2004. — С.68-84
Сучасні проблеми фінансової безпеки України. — Київ: НІПМБ, 2005, 140с.
Інвестування української економіки. — Київ: НІПМБ, 2005. — 440с.
Система економічної безпеки держави. — Київ: Стилос, 2010–685с.
Моделювання та прогнозування соціально-економічного розвитку регіонів України. - Київ: НІСД, 2012, 365 с./у співавторстві Харазішвілі Ю.М.
Crisis transfer in the global economic environment // Trend and cycles in global dynamics and perspectives of world development: Materials  of International Conference, Chengdu, China, October, 13-15, 2012 / Chengdu, Southwestern university of finance and economics.- C. 41-42.
Ensuring the safety of the socio-economic systems // International Conference of Industrial Technologies and Engineering. ICITE 2016. – Shymkent, M.Auezov South Kazakhstan State University, 2016. – P.112-115.
Problemy i szanse Ukrainy w ramach nowych międzynarodowych projektów komunikacyjnych — Проблеми і шанси України в рамках нових міжнародних комунікаційних проектів // в кн.: Сталий розвиток — ХХІ ст.: Дискусії 2018: кол. монографія / НТУУ “КПІ ім. І. Сікорського”; Національний університет “Києво-Могилянська академія”; Вища економіко-гуманітарна школа / за ред. Хлобистова Є.В. — Київ, 2018. — С.71-83. https://conftef.wixsite.com/conf [Архівовано 14 січня 2019 у Wayback Machine.]
Prerequisites for the safe development of socio-economic systems // Збірник наукових праць «Науковий вісник Міжнародного гуманітарного університету». Серія: Економіка і менеджмент, Вип. 27, Частина 1. - Одеса: 2017, С. 4 - 7.
International economics: security of economic system and transboundary crisis /Confrontation and Coopera-tion: 1000 years of Polish-German-Russian Relations, vol.V, Anna Garczewska, Krzysztof Garczewski (editors), Берлин, Toruń - Warszawa,  2019. - Р. 35-44 https://content.sciendo.com/view/journals/conc/5/1/conc.5.issue-1.xml
Мейнстрим проблем международной экономики и международной экономической безопасности / Науковий вісник Міжнародного гуманітарного університету, Серія: Економіка і менеджмент, Збірник наукових праць, випуск №32, частина 1, 2018. - С. 4-9
Еволюційні особливості національної економіки.  Друк.   Науковий вісник УжНУ, Серія Міжнародні економічні відносини та світове господарство, Випуск 27, Частина 2, 2019. - С. 72-76.
Structural Entropy of Economic Systems    [Advances in Economics, Business and Management Research, volume 170]. Proceedings of the International Conference on Economics, Law and Education Research (ELER 2021). Atlantis Press B.V., 2021,  рр. 30-34 http://www.icics.net/conf/2021/ELER2021
Стратегічний менеджмент в економічних системах транзитивних країн (doi: 10.32841 / 2413-2675 / 2021-48-3). Науковий вісник Міжнародного гуманітарного університету. Серія «Економіка і менеджмент»,  №48, 2021. С. 22-27.
Economic security of state: diagnosis, design and stability of system. Ad Alta: Journal of interdisciplinary research.Volume 12, Issue 2, Special Issue XXX, October 2022. P.81-87 (Indexed in Web of Science).
Project management and partner banking as tools for the recovery concept in Ukraine. Forum for Economic and Financial Studies. 2024, 2(2), Р. 1-13. https://doi.org/10.24294/fefs2002.
Планування протидії системній кризі: проєктне управління, економічна безпека та трансдисциплінарний підхід. Сталий розвиток – ХХІ століття. Дискусії 2023 (наукові читання ім. Ігоря Недіна): матеріали VIII міжнар. наук.-практ. конф., м. Київ, 16-17 лист. 2023 р. Київ, 2024. С. 34-45. Електронне видання. (DOI:10.13140/RG.2.2.33528.25602). URL: https://conftef8.wixsite.com/conf (дата звернення: 20.04.2024).
Study of economic security of countries on the background of recent crises – COVID-19 and war in Ukraine. Сталий розвиток – ХХІ століття. Дискусії 2023 (наукові читання ім. Ігоря Недіна): матеріали VIII міжнар. наук.-практ. конф., м. Київ, 16-17 лист. 2023 р. Київ, 2024. С. 155-161. Електронне видання. (DOI:10.13140/RG.2.2.33528.25602). URL: https://conftef8.wixsite.com/conf (дата звернення: 20.04.2024).

Economic security of states in the conditions of global changes. Journal of Infrastructure, Policy and Development. 2024, 8(16), 8950. DOI: https://doi.org/10.24294/jipd8950. Р. 1-20. (Link: https://systems.enpress-publisher.com/index.php/jipd/article/view/8950 (Indexed in Scopus). 
1. ↑  Сухоруков Аркадій Ісмаїлович - Інститут економіки та менеджменту Університету "Україна". iem.vmurol.com.ua (укр.). Архів оригіналу за 12 січня 2018. Процитовано 11 січня 2018.